# Bin ich ihr Typ?
Bin ich ihr Typ? (englisch Get Your Man ‚Schnapp dir deinen Mann‘) ist eine US-amerikanische Stummfilmkomödie unter Regie von Dorothy Arzner mit Clara Bow und Charles Rogers in den Hauptrollen. Der Film wurde von Paramount Famous Lasky produziert und basiert auf dem Bühnenstück Tu m’épouseras! von Louis Verneuil. Seine Premiere fand am 3. Dezember 1927 in New York statt. 1928 kam er im Deutschen Reich und in Österreich in die Kinos.

## Handlung

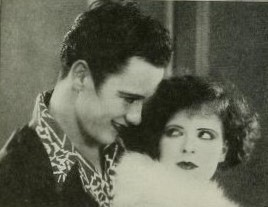
Szenenfoto mit Charles Rogers und Clara Bow

In Frankreich wird Robert, Sohn des Herzogs von Bellecontre, schon im Kindesalter mit Simone de Villeneuve verlobt. Siebzehn Jahre später lernt Robert die amerikanische Touristin Nancy Worthington kennen. Versehentlich wird er mit ihr über Nacht in einem Museum eingesperrt. Am nächsten Morgen sind sie verliebt, aber als Robert seine Verlobung mit Simone gesteht, verlässt Nancy das Museum unter Tränen.
Nancy inszeniert einen falschen Autounfall und verschafft sich so Zutritt zum Haus der Bellecontres. Dort erfährt sie, dass Simone in den Sekretär ihres Vaters verliebt ist, aber ihre Familie nicht in Verlegenheit bringen will, indem sie die Verlobung mit Robert löst. Nancy inszeniert einen Heiratsantrag von Simones Vater und stimmt zu, den Marquis nur zu heiraten, wenn die Verlobung seiner Tochter mit Robert gelöst wird. Als dies fehlschlägt, inszeniert Nancy einen Scheinkampf in Roberts Zimmer, woraufhin sein Vater verlangt, dass die Jugendlichen heiraten, um den Familiennamen zu schützen.

## Hintergrund
Der Film wurde als eine reine Frauenproduktion bezeichnet mit dem Drehbuch von Hope Loring und Alice Brand Leahy, mit der Choreografin Marion Morgan als technischer Leiterin und Henrietta Cohn als Geschäftsführerin, zusätzlich zu Dorothy Arzner, der einzigen Regisseurin von Paramount.
Am 8. Oktober 1927 wurde der Filmtitel offiziell von You Will Marry Me, der englischen Übersetzung des Titels des Bühnenstücks, in Get Your Man geändert. Die Hauptdreharbeiten begannen am 19. September 1927 in den Paramount-Studios in Hollywood. Am 20. Oktober 1927 wurde bekannt gegeben, dass der Schnitt im Gange sei. In verschiedenen Quellen wurde angegeben, dass der Hollywood Boulevard in Los Angeles die Straßen von Paris darstellte. Die Außenaufnahmen wurden auf der Lasky Ranch gedreht, die später zum Forest Lawn Hollywood Hills Memorial Park wurde.
Eine unvollständige Kopie des Films lagert im Archiv der Library of Congress.

## Kritiken
Robert E. Sherwood nannte den Film im Magazin Life nicht ganz so schlimm, wie es klinge, und auch nicht so gut.
Der Kritiker des Magazins Photoplay bezeichnete Josef Swickard und Harry Clarke [sic] als großartige Schauspieler, gut besetzt. Charles Rogers habe eine jungenhafte Ausstrahlung, die ihm viele Freunde einbringt. Diese Geschichte mag zerbrechlich sein, aber die Fotografie sei wunderschön und Clara bezaubere und fasziniere weiterhin.